# 영국의 선거구

영국 의회의 서민원 (하원) 지역구 650개를 나타낸 지도

영국의 선거구(Constituency)는 보통 국가단위 입법부인 영국 의회의 선거구를 가리킨다. 하원인 서민원은 1인 1구의 소선거구제를 채택하고 있다 (상원인 귀족원은 비선출직).
하지만 영국 내에서 선거구(Constituency)라는 명칭을 사용하는 입법부로는 영국 의회 뿐만 아니라 구성국별 의회까지 합쳐 총 다섯 곳이 존재하는데, 다음과 같다.
- 영국 서민원 (선거구 목록)
- 스코틀랜드 의회 (선거구와 지역 목록)
- 웨일스 의회 (선거구와 선거지역 목록)
- 북아일랜드 의회 (선거구 목록)
- 런던 의회 (선거구 목록)

1921년부터 1973년까지 존재했던 옛 북아일랜드 의회(Parliament of Northern Ireland) 역시 자체 선거구를 지니고 있었다. 또한 영국이 1979년부터 유럽 연합 (EU) 회원국으로서 유럽 의회에 참여할 당시에도 영국을 포괄하는 선거구가 설치된 바 있었으나, 2020년에 일어난 브렉시트(영국의 유럽 연합 탈퇴)로 인하여 사용되지 않는다. 이에 대해선 유럽 의회 선거구를 참고하라.
상술한 런던 의회를 제외한 영국의 각 지방의회 선거의 경우, 선거구(Constituency)가 아닌 워드(Ward)나 선거구역(Electoral division)이라고 표현한다.

## 유형
영국 하원 (서민원)과 스코틀랜드 의회, 웨일스 의회, 북아일랜드 의회의 선거구는 '자치주 선거구' (County constituency)와 '자치구 선거구' (Borough constituency)의 두가지 유형으로 분류된다. 과거에는 '주급자치구 선거구' (County borough)와 '대학 선거구' (University)라는 유형도 존재하였으며, 선거구 유형에 따라 선출 의원수가 달라지기도 하였다. 그러나 보통선거가 확립되고 1지역구에 1인 의원 원칙이 적용되는 오늘날에 와서는 그 차이가 유의미하지 않다.
자치구 선거구는 도시 지역에 주로 설치되며, 자치주 선거구는 농촌 지역에 설치되는 경향이 있지만, 분류 기준이 법에 따로 명시된 것은 아니다. 잉글랜드 구획위원회는 "원론적으로는 소규모 농촌 성격을 더 띄고 있는 선거구라면 자치주 선거구로 지정하는 것이 보통일 것이며, 그 반대인 경우라면 자치구 선거구로 지정한다"라는 입장만 밝히고 있다. 스코틀랜드에서는 서민원 지역구에 대해 글래스고, 에딘버러, 애버딘, 던디의 4개 대도시와 랭커셔의 3개 도시를 뺀 모든 지역구를 자치주 선거구로 통일해놓고 있다.
잉글랜드와 웨일스에서는 자치구 선거구의 선거관리인직은 해당 자치구청장이나 구의회 의장의 직권이며, 자치주 선거구의 선거관리인직은 주장관 (high sheriff)의 직권으로 돌아간다는 차이가 존재한다. 명목상으로는 그렇고 실제 선거 행정업무는 선거관리대리인이 담당하게 되는데, 지역의회의 최고책임자나 지역 법무수장이 임명된다. 다만 업무 자체는 꼭 그 관직에만 있는 사람이어야 한다는 법은 없어서, 의회가 임명한 인물이면 누구든 선거관리인으로 나설 수 있다.
자치구와 자치주 선거구를 구분하는 또다른 차이점은 선거운동 기간의 비용 허가범위이다. 자치주 선거구는 포괄지역이 넓어 이동거리가 길기 때문에 후보들의 선거비용이 더 소모된다는 점을 고려하여, 지역구 유권자 1인당 추가 허용치를 더 크게 부여한다. 선거비용의 상세 허가범위는 다음과 같다.
| 의회                        | 선거구 유형                        | 선거구 유형                        |
| 의회                        | 자치구                             | 자치주                             |
| --------------------------- | ---------------------------------- | ---------------------------------- |
| 영국 하원                   | 7,150파운드 + 5펜스 (유권자 1인당) | 7,150파운드 + 7펜스 (유권자 1인당) |
| 북아일랜드 의회             | 5,483파운드 + 4.6펜스 (1인당)      | 5,483파운드 + 6.2펜스 (1인당)      |
| 스코틀랜드 의회 웨일스 의회 | 5,761파운드 + 4.8펜스 (1인당)      | 5,761파운드 + 6.5펜스 (1인당)      |

참고로 재보궐선거의 경우에는 지역구 유형과 관계없이 선거운동비 상한치가 10만 파운드로 통일되어 있다.

## 같이 보기
- 선거구
- 영국의 정치
- 영국의 지방 분권
- 영국의 선거